# Josh Hall
Josh Hall (ur. 3 kwietnia 1990) – australijski lekkoatleta, skoczek wzwyż, gracz futbolu australijskiego. Od 2012 zawodnik występującego w Australian Football League zespołu Gold Coast Suns.
Hall zdobył brązowy medal w 2007 roku na mistrzostwach świata juniorów młodszych z wynikiem 2,20. W 2010 osiągnął rekord życiowy skacząc na wysokość 2,26. W tym samym roku zdobył złoto na mistrzostwach Oceanii. W 2012 został wybrany z numerem 94. w drafcie AFL przez Gold Coast Suns, w którym zadebiutował 14 lipca 2013 w meczu z Richmond Tigers, zdobywając dwa gole.